# Hermann Huber (Musiker)
Hermann Huber (* 1961 in Ainring) ist ein deutscher Volksmusikant im Alpenraum und zweifacher Weltmeister an der steirischen Harmonika.

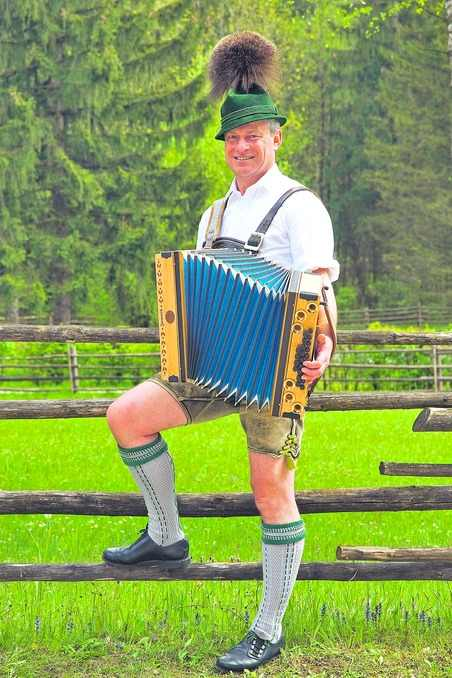
Hermann Huber

## Leben
Huber erhielt mit drei Jahren ersten Musikunterricht auf der Ziehharmonika seines Vaters. Später wurde er von  Willi Schneider aus Waging am See unterrichtet. Schon als Kind und Jugendlicher war er an der Gründung mehrerer lokaler Volksmusikgruppen beteiligt. Seit 1985 spielt Hermann Huber als Ziehharmonikaspieler und Klarinettist auf Tanzveranstaltungen im  bayerisch-österreichischen Alpenraum. 
Seit 2000 arbeitet Hermann Huber an den vielfältigen Einsatzmöglichkeiten der steirischen Ziehharmonika. Er spielt in verschiedenen Volksmusikgruppen, wie den  Außerfeldner Tanzlmusi, dem Ruperti Quartett, der  Sunnwinkl Musi, der Gerstreitmusi, der Moser Stubnmusi und den Mühltaler Musikanten. Hermann Huber arbeitet aktuell als Musiklehrer an der Musikschule Inzell. Einer seiner bekannten Schüler war unter anderem der Entertainer und Showmaster Florian Silbereisen. 2013 und 2014 präsentierte Hermann Huber mit seinem Quartett fesch & resch in der Besetzung mit Ingo Nagel, Zoltan Laluska und Stefanie Weiss Tangos, französische Chansons, Swing, jüdische Musik und innovative alpenländische Volksmusik.

## Diskografie (Auswahl)
- 2011: AusZeit
- 2010: Virtuos-Bayerisch-Steirisch
- 2010: 25 Jahre Außerfeldner Tanzlmusi
- 2010: Hermann Huber Solo

mit dem Ruperti Quartett
- 2006: Ruperti Quartett – 10 Jahre Volksmusik und Klassik
- 1999: Ein musikalisches Fest zwischen Fürsten- und Bauernhöfen